# Zdeněk Trněný
Zdeněk Trněný (* 24. listopadu 1955) je bývalý český fotbalista, záložník.

## Fotbalová kariéra
V československé lize hrál za Škodu Plzeň a SK Dynamo České Budějovice. V československé lize nastoupil v 86 utkáních, odehrál 6126 minut a dal 4 góly.

## Ligová bilance
| Ročník                                   | Zápasy | Góly | Minuty | Klub                       |
| ---------------------------------------- | ------ | ---- | ------ | -------------------------- |
| 1. československá fotbalová liga 1977/78 | 13     | 0    | 831    | Škoda Plzeň                |
| 1. československá fotbalová liga 1978/79 | 22     | 1    | 1179   | Škoda Plzeň                |
| 1. československá fotbalová liga 1985/86 | 28     | 2    | 2300   | SK Dynamo České Budějovice |
| 1. československá fotbalová liga 1986/87 | 23     | 1    | 1816   | SK Dynamo České Budějovice |
| CELKEM                                   | 86     | 4    | 6126   |                            |